# Lillån (Lappfjärds å)
Lillån (finska: Kärjenjoki) är ett vattendrag i landskapet Österbotten i Finland. Den är ett sydligt vänsterbiflöde till Lappfjärds å med vilken den sammanflödar i Dagsmark i Kristinestads kommun. Dessförinnan rinner den genom orterna Korsbäck och Kärjenkoski, den senare belägen i Storå kommun.